# Melanophilharmostes carvalhoi
Melanophilharmostes carvalhoi är en skalbaggsart som beskrevs av Martinez 1970. Melanophilharmostes carvalhoi ingår i släktet Melanophilharmostes och familjen Hybosoridae. Inga underarter finns listade i Catalogue of Life.